# 酒井石材
有限会社酒井石材（さかいせきざい）は墓石・石材の企画・販売・施工の専門店。
創業は明治初年、石工五代目となる老舗石材店。本社は栃木県佐野市に所在。
ISO9001の認証・取得。インターネットによる各種石材の販売、知的財産権への取組等業界に先駆けた革新的な石材店でもある。また、明確な品質基準を有している、日本国内では数少ない石材店のひとつ。
全国優良石材店（全優石）を2023年退会。
栃木県石材組合連合会、正規会員。

## 沿革
- 明治初年  創業
- 1989年  会社設立
- 1997年  ホームページ開設
- 1999年  ISO9001品質システム認証取得
- 2000年  インターネット通販開始
- 2005年  楽天市場出店
- 2008年  全優石加盟

## 事業内容
- 墓石・記念碑・燈籠・石塀・砕石の販売・施工
- 墓地のご案内
- 墓地、墓石リフォーム・クリーニング
- 各種字彫り
- 各種モニュメント・景観石材・各種砕石販売・施工
- 公共工事・造園工事
- 各種石材企画・設計・施工・販売・管理

## ISO9001品質システム
日本国内の墓石工場を有する石材店として、石材業界に先駆け日本国内で初めてISO9001を認証取得し反響をよんだ。
1999年当時ISO9001は建設業界にて、認証取得している企業は極僅かという状況にあった。
墓石店では必要ないとされていた時代にもかかわらず6人という少人数で認証取得したという事は特筆する点である。
小さな事業所かつ少人数での認証取得実績は日本国内における各業界でのISO認証取得の底上げになったとされている。
この認証取得は各メディアの注目にもなり、石材業界誌、大手新聞社等にも掲載、また月刊アイソスに認証事例として「わずか6人で受審準備を始める」と掲載される。